# Фло-Зелигентал
Фло-Зелигентал (њем. Floh-Seligenthal) општина је у њемачкој савезној држави Тирингија. Једно је од 65 општинских средишта округа Шмалкалден-Мајнинген. Посједује регионалну шифру (AGS) 16066023.

## Географски и демографски подаци
Место се налази на надморској висини од 340–480 метара. Површина општине износи 68,7 km². У општини живи 6.512 становника. Просјечна густина становништва износи 95 становника/km².

## Међународна сарадња
| Мјесто | Држава    | Врста сарадње | Од    |
| ------ | --------- | ------------- | ----- |
|        | Француска | пријатељство  | 1996. |
| Извор  |           |               |       |